# Турин (аеропорт)
Аеропорт Турин (італ. Aeroporto di Torino) (IATA: TRN, ICAO: LIMF), також відомий як Аеропорт Турин-Казелле (італ. Aeroporto di Torino-Caselle), його також називають аеропорт Сандо Пертіні ( італ. Aeroporto Sandro Pertini), на честь колишнього президента Італії Сандро Пертіні, - цивільний міжнародний аеропорт, розташований за 16 км на північний захід від міста Турин Італія.
Є хабом для авіаліній:
- Ryanair
- Blue Air

## Авіалінії та напрямки, жовтень 2022

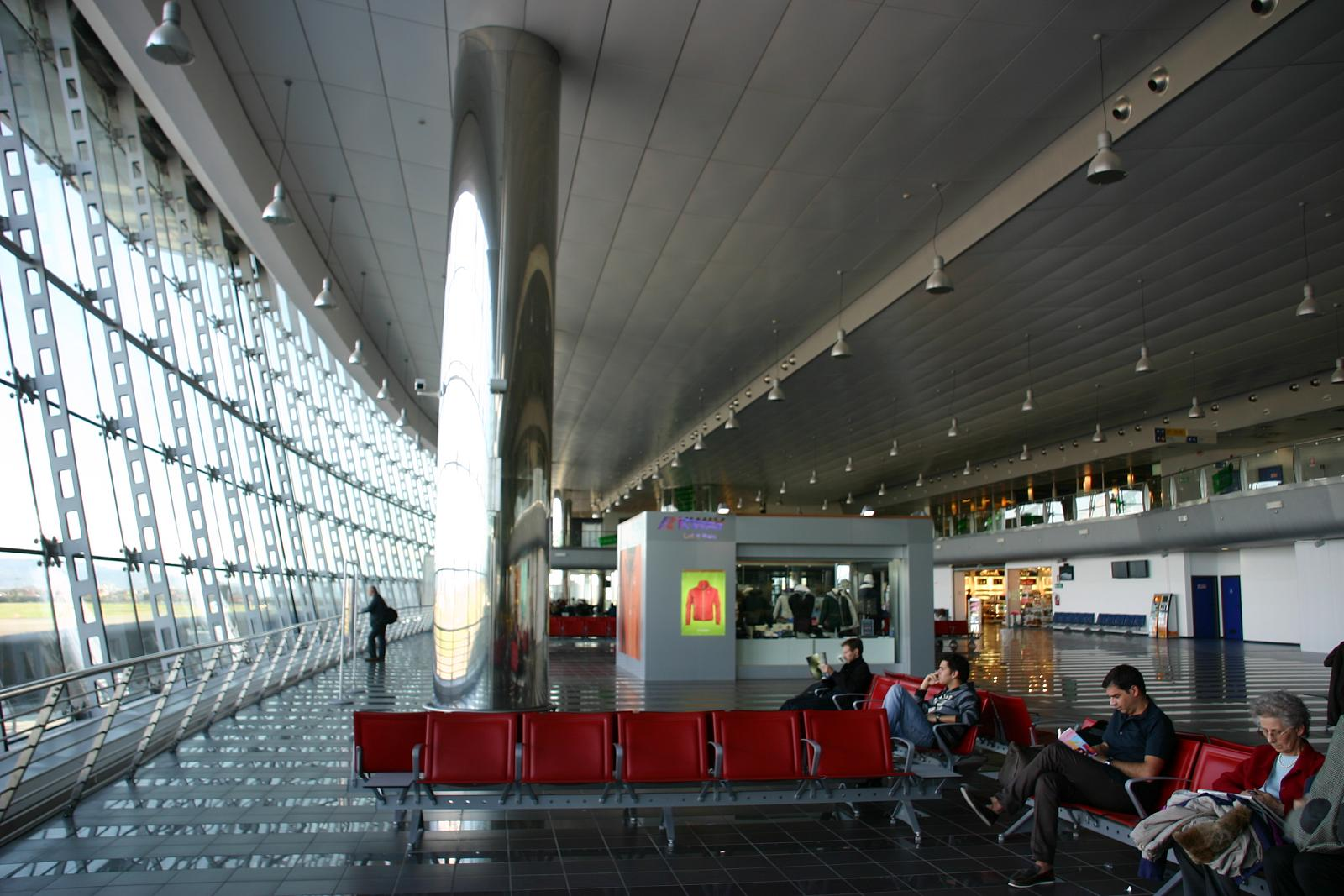
Зона відльоту

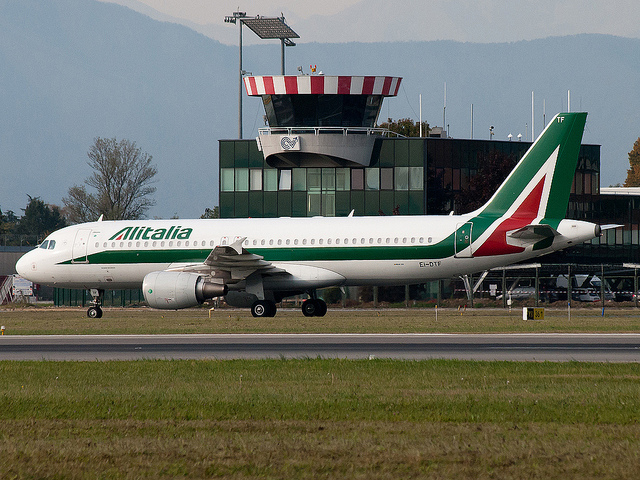
Airbus A320-200 Alitalia, що рухається в аеропорту Турин перед контрольною вежею

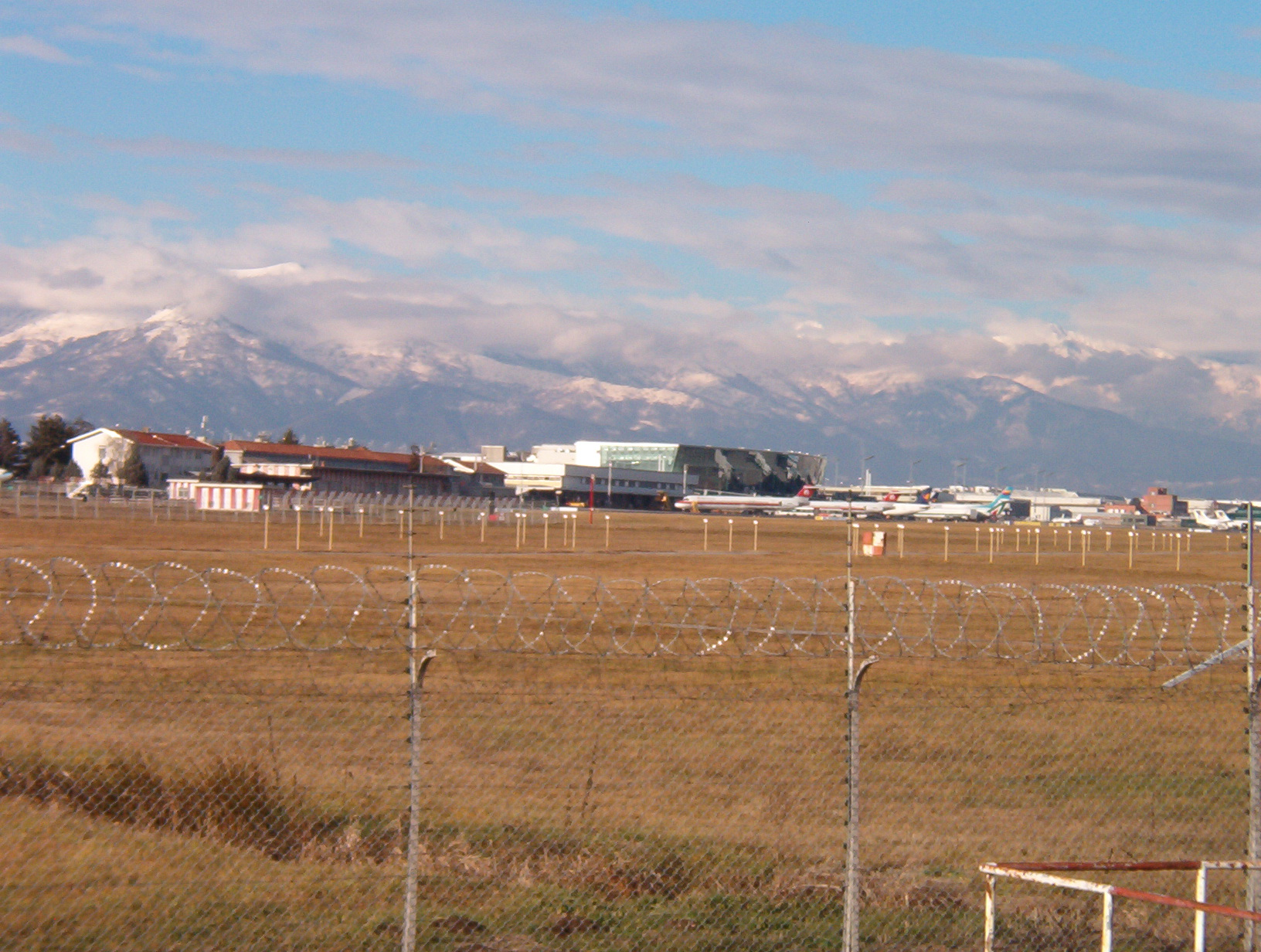
Краєвид на перон на тлі Італійських Альп

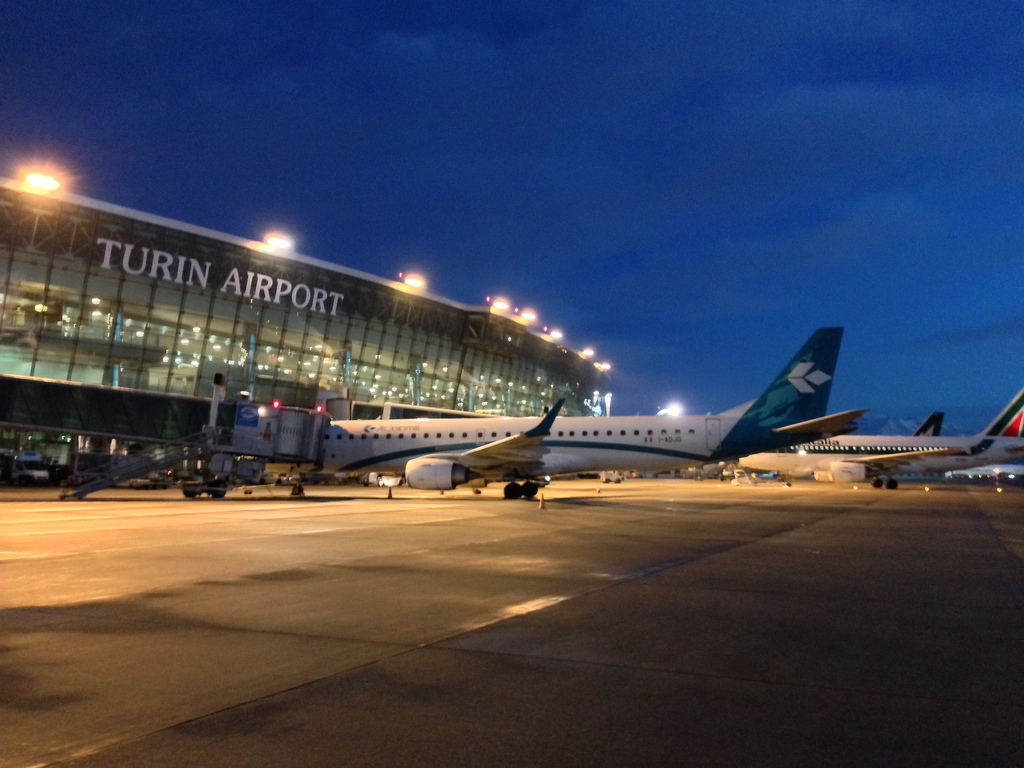
Перон

| Авіакомпанія          | Пункт призначення |
| --------------------- | --- |
| Air Dolomiti          | Франкфурт, Мюнхен |
| Air France            | Париж-Шарль де Голль |
| Binter Canarias       | Гран-Канарія |
| British Airways       | Лондон-Гатвік |
| easyJet               | Лондон-Гатвік, Неаполь Сезонний: Бристоль, Лондон-Лутон, Манчестер, Ольбія |
| Iberia Regional       | Мадрид |
| ITA Airways           | Рим–Ф'юмічіно |
| Jet2.com              | Сезонний: Бірмінгем, Единбург, Манчестер |
| KLM                   | Амстердам |
| Lumiwings             | Фоджа (з 2 грудня 2022) |
| Neos                  | Сезонні: Ібіца, Менорка, Пальма-де-Майорка |
| Royal Air Maroc       | Касабланка |
| Ryanair               | Барселона, Барі, Париж-Бове, Біллунн, Бріндізі, Кальярі, Катанія, Брюссель-Шарлеруа, Копенгаген, Дублін, Единбург, Краків, Ламеція-Терме, Лансароте, Лондон–Станстед, Мадрид, Малага, Мальта, Марракеш, Неаполь, Палермо, Пескара, Прага, Севілья, Трапані, Валенсія, Вроцлав Сезонний: Агадір, Бірмінгем, Бристоль, Ханья, Корфу, Фес, Ібіца, Лондон–Лутон, Манчестер (з 5 листопада 2022), Пальма-де-Майорка, Шеннон, Стокгольм–Арланда (з 2 листопада 2022), Тель-Авів, Вільнюс (з 1 грудня 2022), Задар |
| Scandinavian Airlines | Сезонний: Копенгаген Сезонний чартер: Стокгольм-Арланда, Гельсінкі, Осло-Гардермуен |
| TUI Airways           | Сезонний чартер: Бірмінгем, Бристоль, Дублін, Глазго, Лондон-Гатвік, Лондон-Станстед, Манчестер, Ньюкасл |
| Volotea               | Кальярі, Неаполь, Палермо Сезонний: Альгеро, Афіни, Лампедуза, Менорка, Міконос, Пантеллерія, Санторіні, Скіатос |
| Vueling               | Барселона Сезонний: Париж–Орлі |
| Wizz Air              | Бакеу, Барі, Бухарест, Катанія, Кишинів, Клуж-Напока, Крайова (з 17 грудня 2022), Ясси, Ламеція-Терме, Неаполь, Тирана Сезонний: Скоп’є, Варшава–Шопен |

## Статистика
Див. джерело запитів Вікіданих та джерела.
| Рік  | Пасажирообіг | Авіаційний трафік |
| ---- | ------------ | ----------------- |
| 2016 | 3,950,908    | 46,496            |
| 2015 | 3,666,582    | 44,214            |
| 2014 | 3,431,986    | 42,463            |
| 2013 | 3,160,287    | 43,655            |
| 2012 | 3,521,847    | 51,773            |
| 2011 | 3,710,485    | 54,541            |
| 2010 | 3,560,169    | 54,840            |
| 2009 | 3,227,258    | 56,419            |
| 2008 | 3,420,833    | 58,148            |
| 2007 | 3,509,253    | 62,136            |
| 2006 | 3,260,974    | 60,838            |
| 2005 | 3,148,807    | 56,890            |
| 2004 | 3,141,888    | 57,847            |
| 2003 | 2,820,448    | 54,710            |
| 2002 | 2,787,091    | 59,931            |
| 2001 | 2,820,762    | 64,885            |
| 2000 | 2,814,850    | 61,971            |
| 1999 | 2,498,775    |                   |
| 1998 | 2,464,173    |                   |
| 1997 | 2,391,902    |                   |
| 1996 | 2,009,532    |                   |
| 1995 | 1,836,407    |                   |
| 1994 | 1,758,936    |                   |

## Транспорт
Аеропорт має залізничне сполучення з Турином залізницею Турин — Черес лінії А Туринської приміської залізниці
Також до Турина курсують маршрутки оператора SADEM.
Також існує регулярне трансферне сполучення з найближчими гірськими містечками та курортами